# Lista över fornlämningar i Enköpings kommun (Kungs-Husby)
Lista över fornlämningar i Enköpings kommun (Kungs-Husby) är en förteckning av ett urval av de fornlämningar som finns i Kungs-Husby i Enköpings kommun.
| Namn                         | Lämningstyp                      | Tillkomsttid | Historisk indelning  | Plats | Läge                 | ID-nr          | Bild                                      |
| ---------------------------- | -------------------------------- | ------------ | -------------------- | ----- | -------------------- | -------------- | ----------------------------------------- |
| Kungs-Husby 1:1              | Gravfält                         |              | Kungs-Husby, Uppland |       | 59.523849, 17.284346 | 10025100010001 | Ladda upp en bild av detta fornminne      |
| Kungs-Husby 5:1              | Röse                             |              | Kungs-Husby, Uppland |       | 59.522916, 17.288014 | 10025100050001 | Ladda upp en bild av detta fornminne      |
| Kungs-Husby 6:1              | Gravfält                         |              | Kungs-Husby, Uppland |       | 59.515482, 17.285159 | 10025100060001 | Ladda upp en bild av detta fornminne      |
| Kungs-Husby 7:1              | Gravfält                         |              | Kungs-Husby, Uppland |       | 59.510065, 17.293181 | 10025100070001 | Ladda upp en bild av detta fornminne      |
| Kungs-Husby 8:1              | Stensättning                     |              | Kungs-Husby, Uppland |       | 59.510259, 17.286561 | 10025100080001 | Ladda upp en bild av detta fornminne      |
| Kungs-Husby 10:1             | Gravfält                         |              | Kungs-Husby, Uppland |       | 59.509331, 17.261733 | 10025100100001 | Ladda upp en bild av detta fornminne      |
| Kungs-Husby 11:1             | Gravfält                         |              | Kungs-Husby, Uppland |       | 59.501526, 17.260244 | 10025100110001 | Ladda upp en bild av detta fornminne      |
| Kungs-Husby 12:1             | Gravfält                         |              | Kungs-Husby, Uppland |       | 59.504211, 17.259453 | 10025100120001 | Ladda upp en bild av detta fornminne      |
| Kungs-Husby 13:1             | Stensättning                     |              | Kungs-Husby, Uppland |       | 59.508972, 17.259226 | 10025100130001 | Ladda upp en bild av detta fornminne      |
| Kungs-Husby 14:1             | Hög                              |              | Kungs-Husby, Uppland |       | 59.508960, 17.260050 | 10025100140001 | Ladda upp en bild av detta fornminne      |
| Kungs-Husby 14:2             | Stensättning                     |              | Kungs-Husby, Uppland |       | 59.509064, 17.260098 | 10025100140002 | Ladda upp en bild av detta fornminne      |
| Kungs-Husby 14:3             | Stensättning                     |              | Kungs-Husby, Uppland |       | 59.508967, 17.260313 | 10025100140003 | Ladda upp en bild av detta fornminne      |
| Kungs-Husby 15:1             | Gravfält                         |              | Kungs-Husby, Uppland |       | 59.516442, 17.254163 | 10025100150001 | Ladda upp en bild av detta fornminne      |
| Kungs-Husby 16:1             | Gravfält                         |              | Kungs-Husby, Uppland |       | 59.516490, 17.259659 | 10025100160001 | Ladda upp en bild av detta fornminne      |
| Kungs-Husby 18:1             | Stensättning                     |              | Kungs-Husby, Uppland |       | 59.516227, 17.250043 | 10025100180001 | Ladda upp en bild av detta fornminne      |
| Kungs-Husby 19:1             | Stensättning                     |              | Kungs-Husby, Uppland |       | 59.516432, 17.250712 | 10025100190001 | Ladda upp en bild av detta fornminne      |
| Kungs-Husby 20:1             | Stensättning                     |              | Kungs-Husby, Uppland |       | 59.514117, 17.250736 | 10025100200001 | Ladda upp en bild av detta fornminne      |
| Ringmuren (Kungs-Husby 21:1) | Fornborg                         |              | Kungs-Husby, Uppland |       | 59.521582, 17.228836 | 10025100210001 | Ladda upp en bild av detta fornminne      |
| Kungs-Husby 22:1             | Gravfält                         |              | Kungs-Husby, Uppland |       | 59.522598, 17.236696 | 10025100220001 | Ladda upp en bild av detta fornminne      |
| Kungs-Husby 23:1             | Gravfält                         |              | Kungs-Husby, Uppland |       | 59.527245, 17.233239 | 10025100230001 | Ladda upp en bild av detta fornminne      |
| Kungs-Husby 24:1             | Gravfält                         |              | Kungs-Husby, Uppland |       | 59.516137, 17.284567 | 10025100240001 | Ladda upp en bild av detta fornminne      |
| Kungs-Husby 25:1             | Stensättning                     |              | Kungs-Husby, Uppland |       | 59.515869, 17.273568 | 10025100250001 | Ladda upp en bild av detta fornminne      |
| Kungs-Husby 25:2             | Stensättning                     |              | Kungs-Husby, Uppland |       | 59.515696, 17.273579 | 10025100250002 | Ladda upp en bild av detta fornminne      |
| Kungs-Husby 25:3             | Stensättning                     |              | Kungs-Husby, Uppland |       | 59.515394, 17.274361 | 10025100250003 | Ladda upp en bild av detta fornminne      |
| Kungs-Husby 27:1             | Stensättning                     |              | Kungs-Husby, Uppland |       | 59.518513, 17.266048 | 10025100270001 | Ladda upp en bild av detta fornminne      |
| Kungs-Husby 27:2             | Stensättning                     |              | Kungs-Husby, Uppland |       | 59.518416, 17.266127 | 10025100270002 | Ladda upp en bild av detta fornminne      |
| Kungs-Husby 27:3             | Stensättning                     |              | Kungs-Husby, Uppland |       | 59.518320, 17.266217 | 10025100270003 | Ladda upp en bild av detta fornminne      |
| Kungs-Husby 28:1             | Hög                              |              | Kungs-Husby, Uppland |       | 59.526707, 17.228514 | 10025100280001 | Ladda upp en bild av detta fornminne      |
| Kungs-Husby 28:2             | Stensättning                     |              | Kungs-Husby, Uppland |       | 59.526496, 17.228491 | 10025100280002 | Ladda upp en bild av detta fornminne      |
| Kungs-Husby 30:1             | Röse                             |              | Kungs-Husby, Uppland |       | 59.526047, 17.221080 | 10025100300001 | Ladda upp en bild av detta fornminne      |
| Kungs-Husby 31:1             | Stensättning                     |              | Kungs-Husby, Uppland |       | 59.524394, 17.245268 | 10025100310001 | Ladda upp en bild av detta fornminne      |
| Kungs-Husby 31:2             | Stensättning                     |              | Kungs-Husby, Uppland |       | 59.524443, 17.245451 | 10025100310002 | Ladda upp en bild av detta fornminne      |
| Kungs-Husby 32:1             | Gravfält                         |              | Kungs-Husby, Uppland |       | 59.521902, 17.255402 | 10025100320001 | Ladda upp en bild av detta fornminne      |
| Kungs-Husby 33:1             | Gravfält                         |              | Kungs-Husby, Uppland |       | 59.530753, 17.240264 | 10025100330001 | Ladda upp en bild av detta fornminne      |
| Kungs-Husby 35:1             | Gravfält                         |              | Kungs-Husby, Uppland |       | 59.524718, 17.252701 | 10025100350001 | Ladda upp en bild av detta fornminne      |
| Kungs-Husby 36:1             | Stensättning                     |              | Kungs-Husby, Uppland |       | 59.484845, 17.242316 | 10025100360001 | Ladda upp en bild av detta fornminne      |
| Kungs-Husby 37:1             | Gravfält                         |              | Kungs-Husby, Uppland |       | 59.481720, 17.237489 | 10025100370001 | Ladda upp en bild av detta fornminne      |
| Kungs-Husby 38:1             | Stensättning                     |              | Kungs-Husby, Uppland |       | 59.486104, 17.246038 | 10025100380001 | Ladda upp en bild av detta fornminne      |
| Kungs-Husby 41:1             | Stensättning                     |              | Kungs-Husby, Uppland |       | 59.485700, 17.257536 | 10025100410001 | Ladda upp en bild av detta fornminne      |
| Kungs-Husby 42:1             | Gravfält                         |              | Kungs-Husby, Uppland |       | 59.479816, 17.263551 | 10025100420001 | Ladda upp en bild av detta fornminne      |
| Kungs-Husby 43:1             | Röse                             |              | Kungs-Husby, Uppland |       | 59.479696, 17.268340 | 10025100430001 | Ladda upp en bild av detta fornminne      |
| Kungs-Husby 44:1             | Stensättning                     |              | Kungs-Husby, Uppland |       | 59.498869, 17.209515 | 10025100440001 | Ladda upp en bild av detta fornminne      |
| Kungs-Husby 45:1             | Gravfält                         |              | Kungs-Husby, Uppland |       | 59.505307, 17.198733 | 10025100450001 | Ladda upp en bild av detta fornminne      |
| Kungs-Husby 46:1             | Gravfält                         |              | Kungs-Husby, Uppland |       | 59.502925, 17.196766 | 10025100460001 | Ladda upp en bild av detta fornminne      |
| Kungs-Husby 47:1             | Gravfält                         |              | Kungs-Husby, Uppland |       | 59.503411, 17.198843 | 10025100470001 | Ladda upp en bild av detta fornminne      |
| Kungs-Husby 48:1             | Stensättning                     |              | Kungs-Husby, Uppland |       | 59.507790, 17.177984 | 10025100480001 | Ladda upp en bild av detta fornminne      |
| Kungs-Husby 48:2             | Stensättning                     |              | Kungs-Husby, Uppland |       | 59.507916, 17.177977 | 10025100480002 | Ladda upp en bild av detta fornminne      |
| Kungs-Husby 48:3             | Stensättning                     |              | Kungs-Husby, Uppland |       | 59.507950, 17.177724 | 10025100480003 | Ladda upp en bild av detta fornminne      |
| Kungs-Husby 48:4             | Stensättning                     |              | Kungs-Husby, Uppland |       | 59.508072, 17.178140 | 10025100480004 | Ladda upp en bild av detta fornminne      |
| Kungs-Husby 49:1             | Stensättning                     |              | Kungs-Husby, Uppland |       | 59.507830, 17.176972 | 10025100490001 | Ladda upp en bild av detta fornminne      |
| Kungs-Husby 50:1             | Gravfält                         |              | Kungs-Husby, Uppland |       | 59.506625, 17.185081 | 10025100500001 | Ladda upp en bild av detta fornminne      |
| Kungs-Husby 52:1             | Gravfält                         |              | Kungs-Husby, Uppland |       | 59.501971, 17.191305 | 10025100520001 | Ladda upp en bild av detta fornminne      |
| Kungs-Husby 53:1             | Stensättning                     |              | Kungs-Husby, Uppland |       | 59.495766, 17.199054 | 10025100530001 | Ladda upp en bild av detta fornminne      |
| Kungs-Husby 54:1             | Gravfält                         |              | Kungs-Husby, Uppland |       | 59.496763, 17.207537 | 10025100540001 | Ladda upp en bild av detta fornminne      |
| Kungs-Husby 55:1             | Gravfält                         |              | Kungs-Husby, Uppland |       | 59.496995, 17.204537 | 10025100550001 | Ladda upp en bild av detta fornminne      |
| Kungs-Husby 57:1             | Stensättning                     |              | Kungs-Husby, Uppland |       | 59.506378, 17.174047 | 10025100570001 | Ladda upp en bild av detta fornminne      |
| Kungs-Husby 58:1             | Gravfält                         |              | Kungs-Husby, Uppland |       | 59.508394, 17.162748 | 10025100580001 | Ladda upp en bild av detta fornminne      |
| Kungs-Husby 59:1             | Stensättning                     |              | Kungs-Husby, Uppland |       | 59.505376, 17.164809 | 10025100590001 | Ladda upp en bild av detta fornminne      |
| Kungs-Husby 59:2             | Stensättning                     |              | Kungs-Husby, Uppland |       | 59.505541, 17.164651 | 10025100590002 | Ladda upp en bild av detta fornminne      |
| Kungs-Husby 60:1             | Stensättning                     |              | Kungs-Husby, Uppland |       | 59.497688, 17.160308 | 10025100600001 | Ladda upp en bild av detta fornminne      |
| Borgen (Kungs-Husby 62:1)    | Fornborg                         |              | Kungs-Husby, Uppland |       | 59.486508, 17.182667 | 10025100620001 | Ladda upp en bild av detta fornminne      |
| Kungs-Husby 63:1             | Runristning                      |              | Kungs-Husby, Uppland |       | 59.480484, 17.212449 | 10025100630001 | Ladda upp en till bild av detta fornminne |
| Kungs-Husby 66:1             | Stensättning                     |              | Kungs-Husby, Uppland |       | 59.478564, 17.217930 | 10025100660001 | Ladda upp en bild av detta fornminne      |
| Kungs-Husby 68:1             | Gravfält                         |              | Kungs-Husby, Uppland |       | 59.473211, 17.230615 | 10025100680001 | Ladda upp en bild av detta fornminne      |
| Kungs-Husby 71:1             | Stensättning                     |              | Kungs-Husby, Uppland |       | 59.551350, 17.245900 | 10025100710001 | Ladda upp en bild av detta fornminne      |
| Kungs-Husby 72:1             | Gravfält                         |              | Kungs-Husby, Uppland |       | 59.549036, 17.246196 | 10025100720001 | Ladda upp en bild av detta fornminne      |
| Kungs-Husby 73:1             | Stensättning                     |              | Kungs-Husby, Uppland |       | 59.548171, 17.234573 | 10025100730001 | Ladda upp en bild av detta fornminne      |
| Kungs-Husby 73:2             | Stensättning                     |              | Kungs-Husby, Uppland |       | 59.548283, 17.234276 | 10025100730002 | Ladda upp en bild av detta fornminne      |
| Kungs-Husby 74:1             | Fornborg                         |              | Kungs-Husby, Uppland |       | 59.454946, 17.275462 | 10025100740001 | Ladda upp en bild av detta fornminne      |
| Kungs-Husby 76:1             | Gravfält                         |              | Kungs-Husby, Uppland |       | 59.545427, 17.231383 | 10025100760001 | Ladda upp en bild av detta fornminne      |
| Kungs-Husby 77:1             | Stensättning                     |              | Kungs-Husby, Uppland |       | 59.547266, 17.229966 | 10025100770001 | Ladda upp en bild av detta fornminne      |
| Kungs-Husby 79:1             | Stensättning                     |              | Kungs-Husby, Uppland |       | 59.542856, 17.249278 | 10025100790001 | Ladda upp en bild av detta fornminne      |
| Kungs-Husby 80:1             | Stensättning                     |              | Kungs-Husby, Uppland |       | 59.542977, 17.222737 | 10025100800001 | Ladda upp en bild av detta fornminne      |
| Kungs-Husby 85:1             | Gravfält                         |              | Kungs-Husby, Uppland |       | 59.535468, 17.241732 | 10025100850001 | Ladda upp en bild av detta fornminne      |
| Kungs-Husby 87:1             | Röse                             |              | Kungs-Husby, Uppland |       | 59.531480, 17.211482 | 10025100870001 | Ladda upp en bild av detta fornminne      |
| Kungs-Husby 88:1             | Gravfält                         |              | Kungs-Husby, Uppland |       | 59.541222, 17.218934 | 10025100880001 | Ladda upp en bild av detta fornminne      |
| Kungs-Husby 90:1             | Runristning                      |              | Kungs-Husby, Uppland |       | 59.522486, 17.272354 | 10025100900001 | Ladda upp en bild av detta fornminne      |
| Kungs-Husby 92:1             | Hällristning                     |              | Kungs-Husby, Uppland |       | 59.540075, 17.261794 | 10025100920001 | Ladda upp en bild av detta fornminne      |
| Kungs-Husby 94:2             | Hällristning                     |              | Kungs-Husby, Uppland |       | 59.543470, 17.261774 | 10025100940002 | Ladda upp en bild av detta fornminne      |
| Kungs-Husby 95:1             | Stensättning                     |              | Kungs-Husby, Uppland |       | 59.550799, 17.256042 | 10025100950001 | Ladda upp en bild av detta fornminne      |
| Kungs-Husby 96:1             | Stensättning                     |              | Kungs-Husby, Uppland |       | 59.550799, 17.254412 | 10025100960001 | Ladda upp en bild av detta fornminne      |
| Kungs-Husby 97:1             | Runristning                      |              | Kungs-Husby, Uppland |       | 59.510912, 17.265573 | 10025100970001 | Ladda upp en bild av detta fornminne      |
| Kungs-Husby 98:1             | Gravfält                         |              | Kungs-Husby, Uppland |       | 59.522888, 17.286977 | 10025100980001 | Ladda upp en bild av detta fornminne      |
| Kungs-Husby 101:1            | Hällristning                     |              | Kungs-Husby, Uppland |       | 59.550229, 17.251628 | 10025101010001 | Ladda upp en bild av detta fornminne      |
| Kungs-Husby 102:1            | Hällristning                     |              | Kungs-Husby, Uppland |       | 59.547655, 17.244395 | 10025101020001 | Ladda upp en bild av detta fornminne      |
| Kungs-Husby 102:2            | Hällristning                     |              | Kungs-Husby, Uppland |       | 59.547677, 17.244260 | 10025101020002 | Ladda upp en bild av detta fornminne      |
| Kungs-Husby 102:3            | Hällristning                     |              | Kungs-Husby, Uppland |       | 59.547631, 17.244530 | 10025101020003 | Ladda upp en bild av detta fornminne      |
| Kungs-Husby 108:1            | Stensättning                     |              | Kungs-Husby, Uppland |       | 59.525132, 17.280939 | 10025101080001 | Ladda upp en bild av detta fornminne      |
| Kungs-Husby 108:2            | Stensättning                     |              | Kungs-Husby, Uppland |       | 59.525241, 17.281025 | 10025101080002 | Ladda upp en bild av detta fornminne      |
| Kungs-Husby 110:1            | Stensättning                     |              | Kungs-Husby, Uppland |       | 59.541515, 17.224057 | 10025101100001 | Ladda upp en bild av detta fornminne      |
| Kungs-Husby 111:1            | Röse                             |              | Kungs-Husby, Uppland |       | 59.539244, 17.229338 | 10025101110001 | Ladda upp en bild av detta fornminne      |
| Kungs-Husby 111:2            | Röse                             |              | Kungs-Husby, Uppland |       | 59.539086, 17.229841 | 10025101110002 | Ladda upp en bild av detta fornminne      |
| Kungs-Husby 111:3            | Röse                             |              | Kungs-Husby, Uppland |       | 59.539010, 17.230135 | 10025101110003 | Ladda upp en bild av detta fornminne      |
| Kungs-Husby 113:1            | Stensättning                     |              | Kungs-Husby, Uppland |       | 59.531396, 17.282779 | 10025101130001 | Ladda upp en bild av detta fornminne      |
| Kungs-Husby 114:1            | Stensättning                     |              | Kungs-Husby, Uppland |       | 59.527381, 17.268737 | 10025101140001 | Ladda upp en bild av detta fornminne      |
| Kungs-Husby 116:1            | Grav markerad av sten/block      |              | Kungs-Husby, Uppland |       | 59.524868, 17.269286 | 10025101160001 | Ladda upp en bild av detta fornminne      |
| Kungs-Husby 116:2            | Stensättning                     |              | Kungs-Husby, Uppland |       | 59.524728, 17.269609 | 10025101160002 | Ladda upp en bild av detta fornminne      |
| Kungs-Husby 116:3            | Stensättning                     |              | Kungs-Husby, Uppland |       | 59.524818, 17.269941 | 10025101160003 | Ladda upp en bild av detta fornminne      |
| Kungs-Husby 119:1            | Stensättning                     |              | Kungs-Husby, Uppland |       | 59.540153, 17.237930 | 10025101190001 | Ladda upp en bild av detta fornminne      |
| Kungs-Husby 119:2            | Stensättning                     |              | Kungs-Husby, Uppland |       | 59.539785, 17.238347 | 10025101190002 | Ladda upp en bild av detta fornminne      |
| Kungs-Husby 119:3            | Stensättning                     |              | Kungs-Husby, Uppland |       | 59.539890, 17.238736 | 10025101190003 | Ladda upp en bild av detta fornminne      |
| Kungs-Husby 120:1            | Stensättning                     |              | Kungs-Husby, Uppland |       | 59.539555, 17.239953 | 10025101200001 | Ladda upp en bild av detta fornminne      |
| Kungs-Husby 120:2            | Stensättning                     |              | Kungs-Husby, Uppland |       | 59.539522, 17.240518 | 10025101200002 | Ladda upp en bild av detta fornminne      |
| Kungs-Husby 120:3            | Stensättning                     |              | Kungs-Husby, Uppland |       | 59.539418, 17.240408 | 10025101200003 | Ladda upp en bild av detta fornminne      |
| Kungs-Husby 125:1            | Stensättning                     |              | Kungs-Husby, Uppland |       | 59.542307, 17.262087 | 10025101250001 | Ladda upp en bild av detta fornminne      |
| Kungs-Husby 126:1            | Stensättning                     |              | Kungs-Husby, Uppland |       | 59.541945, 17.260098 | 10025101260001 | Ladda upp en bild av detta fornminne      |
| Kungs-Husby 126:2            | Stensättning                     |              | Kungs-Husby, Uppland |       | 59.542036, 17.260147 | 10025101260002 | Ladda upp en bild av detta fornminne      |
| Kungs-Husby 127:1            | Stensättning                     |              | Kungs-Husby, Uppland |       | 59.534927, 17.245782 | 10025101270001 | Ladda upp en bild av detta fornminne      |
| Kungs-Husby 128:1            | Stensättning                     |              | Kungs-Husby, Uppland |       | 59.534714, 17.243476 | 10025101280001 | Ladda upp en bild av detta fornminne      |
| Kungs-Husby 129:1            | Stensättning                     |              | Kungs-Husby, Uppland |       | 59.534225, 17.249059 | 10025101290001 | Ladda upp en bild av detta fornminne      |
| Kungs-Husby 130:1            | Stensättning                     |              | Kungs-Husby, Uppland |       | 59.534408, 17.246175 | 10025101300001 | Ladda upp en bild av detta fornminne      |
| Kungs-Husby 131:1            | Gravfält                         |              | Kungs-Husby, Uppland |       | 59.538982, 17.241622 | 10025101310001 | Ladda upp en bild av detta fornminne      |
| Kungs-Husby 133:1            | Gravfält                         |              | Kungs-Husby, Uppland |       | 59.529176, 17.246384 | 10025101330001 | Ladda upp en bild av detta fornminne      |
| Kungs-Husby 134:1            | Gravfält                         |              | Kungs-Husby, Uppland |       | 59.526342, 17.228972 | 10025101340001 | Ladda upp en bild av detta fornminne      |
| Kungs-Husby 135:1            | Röse                             |              | Kungs-Husby, Uppland |       | 59.528911, 17.218899 | 10025101350001 | Ladda upp en bild av detta fornminne      |
| Kungs-Husby 136:1            | Stensättning                     |              | Kungs-Husby, Uppland |       | 59.532230, 17.221200 | 10025101360001 | Ladda upp en bild av detta fornminne      |
| Kungs-Husby 136:2            | Stensättning                     |              | Kungs-Husby, Uppland |       | 59.532115, 17.221336 | 10025101360002 | Ladda upp en bild av detta fornminne      |
| Kungs-Husby 136:3            | Stensättning                     |              | Kungs-Husby, Uppland |       | 59.532354, 17.221190 | 10025101360003 | Ladda upp en bild av detta fornminne      |
| Kungs-Husby 137:1            | Stensättning                     |              | Kungs-Husby, Uppland |       | 59.522294, 17.250464 | 10025101370001 | Ladda upp en bild av detta fornminne      |
| Kungs-Husby 137:2            | Stensättning                     |              | Kungs-Husby, Uppland |       | 59.522552, 17.250022 | 10025101370002 | Ladda upp en bild av detta fornminne      |
| Kungs-Husby 137:3            | Stensättning                     |              | Kungs-Husby, Uppland |       | 59.522410, 17.249428 | 10025101370003 | Ladda upp en bild av detta fornminne      |
| Kungs-Husby 138:1            | Stensättning                     |              | Kungs-Husby, Uppland |       | 59.517825, 17.229799 | 10025101380001 | Ladda upp en bild av detta fornminne      |
| Kungs-Husby 139:1            | Röse                             |              | Kungs-Husby, Uppland |       | 59.516782, 17.224196 | 10025101390001 | Ladda upp en bild av detta fornminne      |
| Kungs-Husby 142:1            | Stensättning                     |              | Kungs-Husby, Uppland |       | 59.523068, 17.233861 | 10025101420001 | Ladda upp en bild av detta fornminne      |
| Kungs-Husby 143:1            | Stensättning                     |              | Kungs-Husby, Uppland |       | 59.511547, 17.236749 | 10025101430001 | Ladda upp en bild av detta fornminne      |
| Kungs-Husby 144:1            | Stensättning                     |              | Kungs-Husby, Uppland |       | 59.509219, 17.263348 | 10025101440001 | Ladda upp en bild av detta fornminne      |
| Kungs-Husby 144:2            | Stensättning                     |              | Kungs-Husby, Uppland |       | 59.509087, 17.263479 | 10025101440002 | Ladda upp en bild av detta fornminne      |
| Kungs-Husby 144:4            | Hög                              |              | Kungs-Husby, Uppland |       | 59.508789, 17.263841 | 10025101440004 | Ladda upp en bild av detta fornminne      |
| Kungs-Husby 146:1            | Hög                              |              | Kungs-Husby, Uppland |       | 59.505701, 17.274823 | 10025101460001 | Ladda upp en bild av detta fornminne      |
| Kungs-Husby 146:2            | Stensättning                     |              | Kungs-Husby, Uppland |       | 59.505661, 17.275093 | 10025101460002 | Ladda upp en bild av detta fornminne      |
| Kungs-Husby 147:1            | Ristning, medeltid/historisk tid |              | Kungs-Husby, Uppland |       | 59.511172, 17.294241 | 10025101470001 | Ladda upp en bild av detta fornminne      |
| Kungs-Husby 148:1            | Stensättning                     |              | Kungs-Husby, Uppland |       | 59.527592, 17.228722 | 10025101480001 | Ladda upp en bild av detta fornminne      |
| Kungs-Husby 149:1            | Gravfält                         |              | Kungs-Husby, Uppland |       | 59.522574, 17.247794 | 10025101490001 | Ladda upp en bild av detta fornminne      |
| Kungs-Husby 151:1            | Stensättning                     |              | Kungs-Husby, Uppland |       | 59.496638, 17.170030 | 10025101510001 | Ladda upp en bild av detta fornminne      |
| Kungs-Husby 153:1            | Gravfält                         |              | Kungs-Husby, Uppland |       | 59.501716, 17.183161 | 10025101530001 | Ladda upp en bild av detta fornminne      |
| Kungs-Husby 154:1            | Stensättning                     |              | Kungs-Husby, Uppland |       | 59.501804, 17.184306 | 10025101540001 | Ladda upp en bild av detta fornminne      |
| Kungs-Husby 155:1            | Stensättning                     |              | Kungs-Husby, Uppland |       | 59.494661, 17.174032 | 10025101550001 | Ladda upp en bild av detta fornminne      |
| Kungs-Husby 155:2            | Hög                              |              | Kungs-Husby, Uppland |       | 59.494530, 17.174017 | 10025101550002 | Ladda upp en bild av detta fornminne      |
| Kungs-Husby 157:1            | Stensättning                     |              | Kungs-Husby, Uppland |       | 59.493836, 17.175785 | 10025101570001 | Ladda upp en bild av detta fornminne      |
| Kungs-Husby 160:1            | Stensättning                     |              | Kungs-Husby, Uppland |       | 59.493005, 17.192843 | 10025101600001 | Ladda upp en bild av detta fornminne      |
| Kungs-Husby 161:1            | Stensättning                     |              | Kungs-Husby, Uppland |       | 59.497032, 17.208808 | 10025101610001 | Ladda upp en bild av detta fornminne      |
| Kungs-Husby 162:1            | Stensättning                     |              | Kungs-Husby, Uppland |       | 59.496312, 17.209057 | 10025101620001 | Ladda upp en bild av detta fornminne      |
| Kungs-Husby 163:1            | Gravfält                         |              | Kungs-Husby, Uppland |       | 59.501509, 17.181574 | 10025101630001 | Ladda upp en bild av detta fornminne      |
| Kungs-Husby 164:1            | Gravfält                         |              | Kungs-Husby, Uppland |       | 59.503991, 17.202870 | 10025101640001 | Ladda upp en bild av detta fornminne      |
| Kungs-Husby 165:1            | Stensättning                     |              | Kungs-Husby, Uppland |       | 59.495729, 17.201897 | 10025101650001 | Ladda upp en bild av detta fornminne      |
| Kungs-Husby 169:1            | Stensättning                     |              | Kungs-Husby, Uppland |       | 59.500918, 17.252300 | 10025101690001 | Ladda upp en bild av detta fornminne      |